# エヘカトル (航空機)

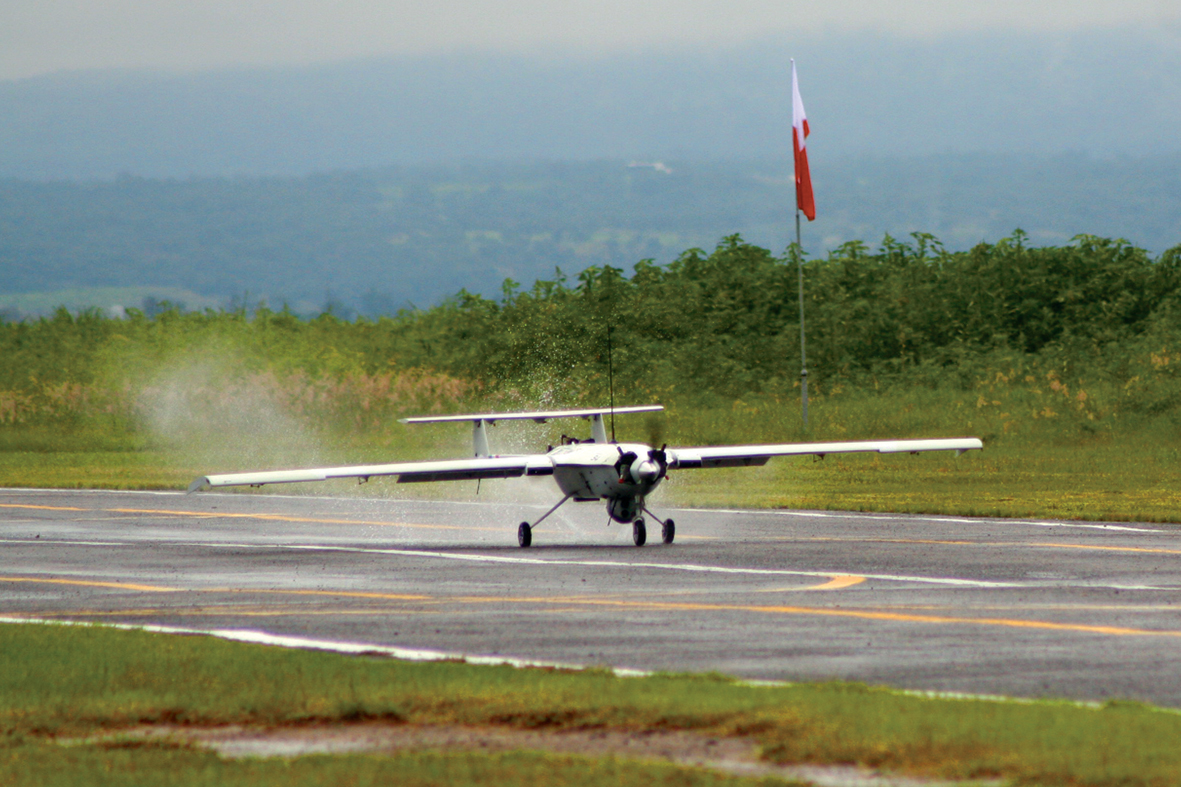
Hydra Technologies S4 Ehécatl （エヘカトル）

S4 エヘカトル（西: Ehécatl）は、ハイドラテクノロジーオブメキシコ(en)が開発した(赤外線暗視システムは除く)初のメキシコ製無人航空機である。
エヘカトルの名称はアステカ神話の風の神の名前が由来である。危険な空域においても安全を得られるようにとの縁かけでこの名前がつけられた。

## 沿革
S4 エヘカトルの試作機は2007年6月19日に開催されたルブルジェのパリ航空ショーで初披露された。同年8月にはワシントンD.C.において275以上の出展があった国際無人機協会(AUVSI)のシンポジウムに実寸大模型が展示された。このシンポジウムにおいてハイドラテクノロジーはエヘカトルの開発でアルオーブ貢献賞(Al Aube Outstanding Contributor Award)を受賞し、初の米国企業以外の受賞者となった。
2008年、ハイドラテクノロジーはS4 エヘカトルだけではなくE1 ガビラン(en:Hydra_Technologies_Gavilán)の開発でもメキシコ国際航空会議(スペイン語の略称でCIAM)においてレオナルド・ダ・ヴィンチ賞を授与された。
2008年8月3日、ハリスコ州とCoecytjalはハイドラに全国電子工学・情報通信産業会議所(National Chamber of Electronics, Telecommunications and Informatics Industry,CANIETI)の第29回全国大会においてメキシコの情報・マイクロテクノロジー・通信技術への貢献を表彰された。

## 概要
エヘカトル無人航空機システムは2002年に開発が開始された。軍に警備および監視能力を提供し、市民を非常時に守る能力を市場に投入するつもりであった。小型かつ無人であるため、発見されずに危険空域に侵入できる。
アメリカ製のFLIR以外のすべての構成要素とアビオニクスはメキシコ企業であるハイドラテクノロジー社が開発・製造した。S4エヘカトルは昼夜かかわらず8時間以上の自動飛行が可能に設計された電子システムを有している。この機体の制御は地上にある三人乗りの車両に搭載された中央コントロール施設から行われる。
このUAVの監視能力がアメリカ＝メキシコ国境での問題の調査に使用しようと提案された。この機体の開発計画は他にメキシコ政府、金融部門やCONACYT、グアダラハラ自治大学、西部工科および高等教育大学(ITESO)のような科学・学術機関などが参加した。

## 諸元
- 無人航空機
- 2006年初飛行、2007年12月に一般市場に発売。
- このシステムはメキシコ軍を含む軍用・民用の両用で開発された
- 最高速度170km/h、巡航速度70km/h、航続時間8時間、最高運用高度4572m(15,000ft)。
- 翼端長3.7m、最大離陸重量は54.43kg、ペイロード9.07kg
- 高度2,438m以上の高地でも離陸することができる。
- あらゆる天候・地形での運用が可能。
- 全データはジェネラル・ダイナミクス先進情報システムで統合される。

## 運用者
メキシコ - メキシコ公安省（Secretaría de Seguridad Pública）